# Petar Ratkov
Petar Ratkov (Cirílico serbio: Петар Ратков; Belgrado, Serbia, 18 de agosto de 2003) es un futbolista serbio que juega de delantero en el Red Bull Salzburgo de la Bundesliga austríaca.

## Trayectoria
El 18 de junio de 2023 firmó por el Red Bull Salzburgo un contrato de cinco años.
El 17 de febrero contra el FC Blau-Weiß Linz marcó un gol a los seis segundos: el gol más rápido en la historia de la Bundesliga austriaca.

## Selección nacional

### Participaciones en Eurocopas
| Copa          | Sede     | Resultado    | Partidos | Goles |
| ------------- | -------- | ------------ | -------- | ----- |
| Eurocopa 2024 | Alemania | Primera fase | 0        | 0     |

## Estilo de juego
El número 375 del CIES Football Observatory lo sitúa en el puesto 79 de los 100 jugadores de campo sub-21 con mejor rendimiento de 32 ligas europeas, según el rendimiento de los jugadores en comparación con sus compañeros de equipo, el nivel deportivo del equipo empleador, así como el de los rivales, abarcando ocho áreas de juego diferentes: defensa aérea, defensa terrestre, recuperación, distribución, asalto, creación de ocasiones, ataque aéreo y disparo. Es el tercer jugador más joven de la lista, con 18.6 años, el único serbio de la lista, y su perfil de juego se caracteriza por ser un tirador hombre-objetivo.

## Estadísticas

### Clubes
Actualizado al último partido disputado el 25 de septiembre de 2024.
| Club                         | Div.          | Temporada     | Liga  | Liga  | Liga   | Copas nacionales | Copas nacionales | Copas nacionales | Copas internacionales | Copas internacionales | Copas internacionales | Total | Total | Total  |
| Club                         | Div.          | Temporada     | Part. | Goles | Asist. | Part.            | Goles            | Asist.           | Part.                 | Goles                 | Asist.                | Part. | Goles | Asist. |
| ---------------------------- | ------------- | ------------- | ----- | ----- | ------ | ---------------- | ---------------- | ---------------- | --------------------- | --------------------- | --------------------- | ----- | ----- | ------ |
| FK TSC Serbia                | 1.ª           | 2020-21       | 8     | 0     | 0      | 0                | 0                | 0                | —                     | —                     | —                     | 8     | 0     | 0      |
| FK TSC Serbia                | 1.ª           | 2021-22       | 31    | 3     | 0      | 1                | 0                | 0                | —                     | —                     | —                     | 32    | 3     | 0      |
| FK TSC Serbia                | 1.ª           | 2022-23       | 36    | 13    | 3      | 4                | 1                | 0                | —                     | —                     | —                     | 40    | 14    | 3      |
| FK TSC Serbia                | Total club    | Total club    | 75    | 16    | 3      | 5                | 1                | 0                | 0                     | 0                     | 0                     | 80    | 17    | 3      |
| Red Bull Salzburgo · Austria | 1.ª           | 2023-24       | 24    | 5     | 1      | 5                | 1                | 0                | 6                     | 0                     | 0                     | 35    | 6     | 1      |
| Red Bull Salzburgo · Austria | 1.ª           | 2024-25       | 5     | 1     | 1      | 2                | 1                | 0                | 5                     | 0                     | 0                     | 12    | 2     | 1      |
| Red Bull Salzburgo · Austria | Total club    | Total club    | 29    | 6     | 2      | 7                | 2                | 0                | 11                    | 0                     | 0                     | 47    | 8     | 2      |
| Total carrera                | Total carrera | Total carrera | 104   | 22    | 5      | 12               | 3                | 0                | 11                    | 0                     | 0                     | 127   | 25    | 5      |